# Edwardsina argentinensis
Edwardsina argentinensis är en tvåvingeart som beskrevs av Alexander 1922. Edwardsina argentinensis ingår i släktet Edwardsina och familjen Blephariceridae. Inga underarter finns listade i Catalogue of Life.